# Ю Сен Хун
Ю Сен Хун, другие варианты — Ю Сон Хун, Ю Сон-хун (29 декабря 1906 года, деревня Намхяндон, Приморская область, Российская империя — 22 сентября 1966 года, Ессентуки) — северокорейский общественный деятель, организатор высшего образования в КНДР, первый ректор университета имени Ким Ир Сена. Герой Труда КНДР.

## Биография
Родился в семье корейских эмигрантов в 1906 году (по другим сведениям — в 1907 году) в деревне Намхяндон (по другим сведениям — в деревне Тяпигоу) Приморской области (сегодня — на территории Партизанского района Приморского края). Окончил среднюю школу с отличием. В последующие годы обучался в двухклассном училище в селе Кроуновка Суйфунской волости, которое окончил в 1922 году. В 1924 году окончил Корейское педагогическое училище в Никольск-Уссурийске. Преподавал историю в средней школе. С 1926 года — член ВКЛСМ. С 1930 года — директор начальной и затем — средней школы.
Позднее обучался на историческом факультете Дальневосточного интернационального педагогического института (с 1933 года — Корейский педагогический институт) во Владивостоке, который окончил с отличием. С 1935 года — директор начальной и неполной средней школы в Артёме.
В 1937 году депортирован на спецпоселение в Караганду. В течение одного года преподавал в местной корейской школе, затем переехал в Кзыл-Орду, где стал преподавать корейский язык в Корейском педагогическом институте, переведённом из Владивостока. По иным сведениям после Караганды был учителем и директором средней школы № 11 в совхозе Дальверзим Беговатского района Ташкентской области. В апреле 1939 года был принят в кандидаты в члены ВКП(б) Беговатским райкомом партии. Преподавал в начальной и средней школе в колхозе имени Ленина Верхне-Чирчикского района Ташкентской области. С августа 1939 по август 1943 года — директор средней школы имени Ленина в городе Янгиюль Ташкентской области. В 1940 году вступил в ВКП(б). В последующие годы — инспектор Янгиюльского районо (1943—1944), директор средней школы имени Ленина в Янгиюле (август 1944 — август 1945).
В августе 1945 года был призван в Красную Армию и в составе 25-й Армии. После освобождения Пхеньяна работал в советской гражданской администрации. Занимался созданием системы высшего образования, науки и издательского дела в Северной Корее. Принял северокорейское гражданство. Одновременно преподавал философию и историю КПСС в средней школе имени Ким Ир Сена, которая готовила кадровый и руководящий состав северокорейской власти. 1 июня 1946 года на базе этой школы была создана Центральная партийная школа Коммунистической партии Северной Кореи, которая прекратила свою деятельность в сентябре 1950 года при сдаче Пхеньяна американским войскам.
После освобождения Пхеньяна был назначен первым ректором университета имени Ким Ир Сена. В сентябре 1958 года, в ходе преследований «августовских фракционеров» был снят с должности ректора по обвинению за связь с «советской фракцией» и насаждение «советских обычаев» в университете. Некоторое время работал в Институте истории Академии наук КНДР. Был исключён из Трудовой партии Кореи. После, сославшись на серьёзную болезнь, получил разрешение выехать вместе с семьёй в СССР на лечение в Ессентуки, куда он прибыл в ноябре 1959 года.
Умер в сентябре 1966 года в городе Ессентуки.

## Награды
КНДР
- Герой Труда
- Орден Государственного флага 1 степени.

СССР
- Медаль «За победу над Японией»
- Медаль «За освобождение Кореи»